# Amsterdamsche Football Club Ajax 1995-1996
Questa voce raccoglie le informazioni riguardanti l'Amsterdamsche Football Club Ajax nelle competizioni ufficiali della stagione 1995-1996.

## Stagione
Questa stagione inizia senza Frank Rijkaard che si è ritirato, mentre Clarence Seedorf è andato alla Sampdoria; dalla Fiorentina arriva invece Márcio Santos.
Si inizia con la vittoria della prima Johan Cruijff Schaal, con un 2-1 sui rivali del Feyenoord. L'Ajax è campione d'Europa in carica: conquista anche la Supercoppa UEFA battendo complessivamente per 5-1 il Real Saragozza, e il 28 novembre 1995 a Tokio diventa campione mondiale, battendo i brasiliani del Grêmio ai tiri di rigore.
Gli olandesi intanto partecipano alla fase a gruppi della UEFA Champions League, dove trovano insieme a Real Madrid, Ferencváros e Grasshoppers. Terminano al primo posto con cinque vittorie e un solo pareggio (in Svizzera), mentre nella fase a eliminazione diretta sconfiggono Borussia Dortmund nei quarti e  Panathīnaïkos in semifinale. Vanno così a Roma per disputare la seconda finale consecutiva nella manifestazione contro la Juventus di Marcello Lippi: i bianconeri si portano in vantaggio con Fabrizio Ravanelli, ma i biancorossi raggiungono il pareggio grazie al capocannoniere della manifestazione, Jari Litmanen; il risultato non cambia nemmeno dopo i tempi supplementari. Nel decisivo epilogo ai rigori, però, il portiere juventino Angelo Peruzzi è bravo a neutralizzare i tiri dal dischetto di Edgar Davids e di Sonny Silooy, e gli italiani conquistano la coppa dopo il penalty segnato da Vladimir Jugović.
L'Ajax conquista infine il ventiseiesimo titolo, il terzo consecutivo e ultimo della gestione van Gaal. La matematica certezza arriva il 28 aprile 1996, quando si gioca Ajax-Willem II, incontro valevole per la trentatreesima giornata di campionato. La gara, che termina 5-1 per i padroni di casa, è anche l'ultima disputata nello Stadion De Meer. È invece breve il cammino nella KNVB beker, dove i Lancieri vengono eliminati agli ottavi dal Cambuur. La stagione si chiude quindi con un quadruple.

## Organigramma societario
Area direttiva
- Presidente:  Michael van Praag
- Direttore finanziario:  Arie van Os
- Addetto stampa:  David Endt

Area tecnica
- Allenatore:  Louis van Gaal
- Allenatore in seconda:  Bobby Haarms
- Collaboratore tecnico:  Gerard van der Lem
- Preparatore dei portieri:  Frans Hoek
- Responsabile atletico:  László Jámbor
- Preparatore atletico:  René Wormhoudt
- Fisioterapista:  Pim van Dord

## Rosa
| N. |                        | Ruolo | Calciatore        |
| -- | ---------------------- | ----- | ----------------- |
|    | Paesi Bassi (bandiera) | P     | Fred Grim         |
|    | Paesi Bassi (bandiera) | P     | Casper Nelis      |
| 1  | Paesi Bassi (bandiera) | P     | Edwin van der Sar |
| 3  | Paesi Bassi (bandiera) | D     | Danny Blind       |
| 5  | Paesi Bassi (bandiera) | D     | Winston Bogarde   |
| 4  | Paesi Bassi (bandiera) | D     | Frank de Boer     |
|    | Australia (bandiera)   | D     | Hayden Foxe       |
|    | Nigeria (bandiera)     | D     | Christopher Kanu  |
|    | Brasile (bandiera)     | D     | Márcio Santos     |
| 2  | Paesi Bassi (bandiera) | D     | Michael Reiziger  |
|    | Paesi Bassi (bandiera) | D     | Sonny Silooy      |
| 8  | Paesi Bassi (bandiera) | C     | Edgar Davids      |
| 6  | Paesi Bassi (bandiera) | C     | Ronald de Boer    |
|    | Ucraina (bandiera)     | C     | Andrij Demčenko   |
|    | Paesi Bassi (bandiera) | C     | Robert Gehring    |

| N. |                        | Ruolo | Calciatore         |
| -- | ---------------------- | ----- | ------------------ |
|    | Paesi Bassi (bandiera) | C     | Denny Landzaat     |
|    | Paesi Bassi (bandiera) | C     | Kiki Musampa       |
|    | Paesi Bassi (bandiera) | C     | Martijn Reuser     |
|    | Paesi Bassi (bandiera) | C     | Arnold Scholten    |
|    | Paesi Bassi (bandiera) | C     | Dave van den Bergh |
|    | Paesi Bassi (bandiera) | C     | Nordin Wooter      |
| 7  | Nigeria (bandiera)     | A     | Finidi George      |
|    | Paesi Bassi (bandiera) | A     | Peter Hoekstra     |
|    | Nigeria (bandiera)     | A     | Nwankwo Kanu       |
| 9  | Paesi Bassi (bandiera) | A     | Patrick Kluivert   |
| 10 | Finlandia (bandiera)   | A     | Jari Litmanen      |
| 11 | Paesi Bassi (bandiera) | A     | Marc Overmars      |
|    | Paesi Bassi (bandiera) | A     | Dennis Schulp      |
|    | Paesi Bassi (bandiera) | A     | Ignacio Tuhuteru   |

## Statistiche

### Statistiche di squadra
| Competizione            | Punti | Totale | Totale | Totale | Totale | Totale | Totale |
| Competizione            | Punti | G      | V      | N      | P      | Gf     | Gs     |
| ----------------------- | ----- | ------ | ------ | ------ | ------ | ------ | ------ |
| Eredivisie              | 83    | 34     | 26     | 5      | 3      | 97     | 24     |
| KNVB beker              | -     | 2      | 1      | 0      | 1      | 3      | 2      |
| Johan Cruijff Schaal    | -     | 1      | 1      | 0      | 0      | 2      | 1      |
| UEFA Champions League   | 16    | 11     | 8      | 1      | 2      | 22     | 3      |
| Coppa Intercontinentale | -     | 1      | 0      | 1      | 0      | 0      | 0      |
| Supercoppa UEFA         | -     | 2      | 1      | 1      | 0      | 5      | 1      |
| Totale                  |       | 51     | 37     | 8      | 6      | 129    | 31     |

### Statistiche individuali
- Capocannoniere della UEFA Champions League
  - Jari Litmanen
- Talento dell'anno
  - Patrick Kluivert
- Gouden Schoen
  - Danny Blind
- Portiere dell'anno
  - Edwin van der Sar